# Un prete tra noi
Un prete tra noi è una serie televisiva italiana.

## Trama
La serie racconta le esperienze di don Marco, un sacerdote cattolico che da teologo in Vaticano diventa cappellano carcerario ed esercita la sua attività prima in un piccolo penitenziario, poi dopo un breve periodo trascorso fuori Roma, a Rebibbia.

## Episodi
| Stagione         | Episodi | Prima TV |
| ---------------- | ------- | -------- |
| Prima stagione   | 6       | 1997     |
| Seconda stagione | 6       | 1999     |

## Personaggi
- Massimo Dapporto è Don Marco
- Julia Brendler è Maria
- Giovanna Ralli è Elisabetta, madre di Don Marco
- Michael Lonsdale è il Vescovo
- Alessandra Mastronardi è Barbara
- Ciro Esposito è Carlo
- Mattia Sbragia è l'avvocato Mattia Silvestri
- Alessio Boni è Gianni, fratello di Don Marco
- Emanuele Vezzoli è Pietro, marito di Elene
- Marina Tagliaferri è Elene, sorella di Don Marco
- Pino Ammendola è Benito
- Francesco De Rosa è Oreste
- Riccardo Garrone è Giorgio
- Sebastiano Lo Monaco è Walter
- Christian Kohlund è Gino La Torre
- Pier Maria Cecchini è il veterinario

## Produzione
È prodotta dalla Taurus e dalla Faso Film Srl per la Rai e diretta da Giorgio Capitani. È formata da due stagioni di 6 episodi ciascuno.

## Colonna sonora
Le musiche della serie sono del Premio Oscar Nicola Piovani.

## Distribuzione
La prima è stata trasmessa in prima visione nel 1997 da Rai 2, la seconda in prima visione nel 1999 sempre sulla stessa rete, in seguito è stata replicata da Rai 1 e TV2000.

## Opere derivate
Dalla serie è nato lo spin-off/sequel Casa famiglia, anch'esso costituito da due stagioni.